# Rotoskopie
Rotoskopie je animační technika, kterou vynalezl Max Fleischer roku 1915 (patentováno roku 1917). Princip rotoskopování spočívá v tom, že animátor překresluje filmové rámečky, které obsahují hranou stopáž, snímek po snímku.
V prvním typu rotoskopu se hrané snímky určené k překreslení promítaly na skleněný panel, pomocí kterého je animátor mohl lépe překreslit. Dnes se pro tyto účely používá téměř výhradně výpočetní technika.

## Filmy využívající rotoskopii
- Animovaný seriál Superman
- Animované filmy studia Walt Disney (např. Sněhurka a sedm trpaslíků, Popelka)
- V kombinaci s technikou motion capture bylo rotoskopování užito v řadě filmů (např. Forrest Gump, trilogie Pán prstenů – postava Gluma, trilogie Star Wars, Krotitelé duchů)
- Temný obraz (A Scanner Darkly) – film z roku 2006, režie Richard Linklater, hrají Keanu Reeves, Robert Downey mladší
- Valčík s Bašírem (2008) – režie Ari Folman
- Alois Nebel – český film z roku 2011 podle komiksové postavy Aloise Nebela, režie Tomáš Luňák, hrají Miroslav Krobot, Karel Roden, Tereza Voříšková, Ivan Trojan, Simona Babčáková
- Nula od nuly pojde (Big Nothing) – část filmu
- Teheránská tabu (2017)

## Videohry využívající rotoskopii

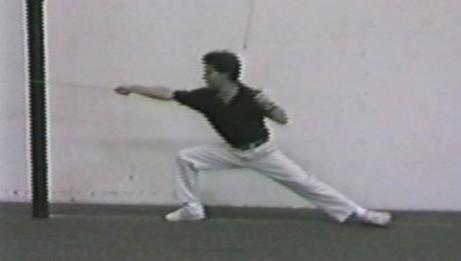
David Mechner „hraje“ jakožto předloha pro účely hry Prince of Persia.

- Prince of Persia – díky natáčení pohybů Davida Mechner, bratra hlavního designéra Jordana Mechnera, a následnému rotoskopování se tvůrcům této hry podařilo vytvořit velmi realistické animace
- Another World
- Flashback
- Hotel Dusk: Room 215